# Żyła żołądkowo-okrężnicza

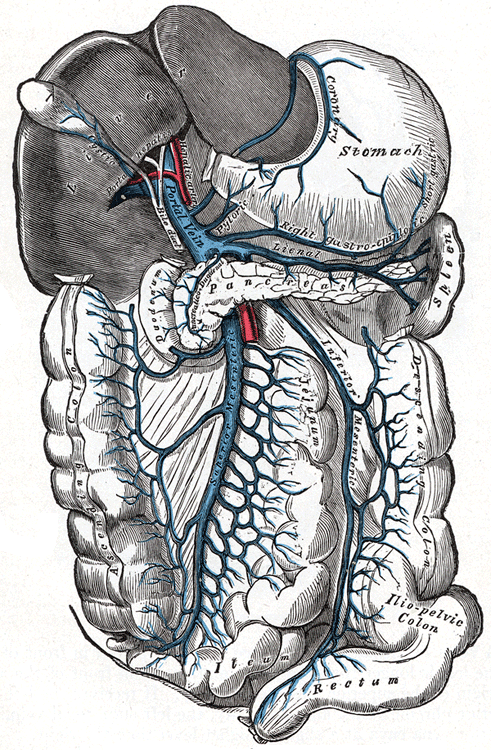
Żyła wrotna wątroby i jej dopływy

Żyła żołądkowo-okrężnicza  (łac. vena gastrocolica) – w anatomii człowieka naczynie żylne powstające z połączenia żyły żołądkowo-sieciowej prawej i żyły okrężniczej środkowej i po krótkim przebiegu uchodzące do żyły krezkowej górnej. 
Żyła żołądkowo-okrężnicza jest odmianą ujścia żyły okrężniczej środkowej, która łączy się z żyłą żołądkowo-sieciową prawą zamiast uchodzić bezpośrednio do żyły krezkowej górnej. 
Żyła krętniczo-okrężnicza bierze udział w układzie zespoleń ściennych pomiędzy żyłą wrotną wątroby a żyłą główną dolną. Nie ma w niej zastawek.